# Ürzig
Ürzig is een plaats in de Duitse deelstaat Rijnland-Palts, en maakt deel uit van de Landkreis Bernkastel-Wittlich.
Ürzig telt 913 inwoners.

## Bestuur
De plaats is een Ortsgemeinde en maakt deel uit van de Verbandsgemeinde Bernkastel-Kues.

## Geboren in Ürzig
- Edmund Conen (1914-1990), voetballer en trainer

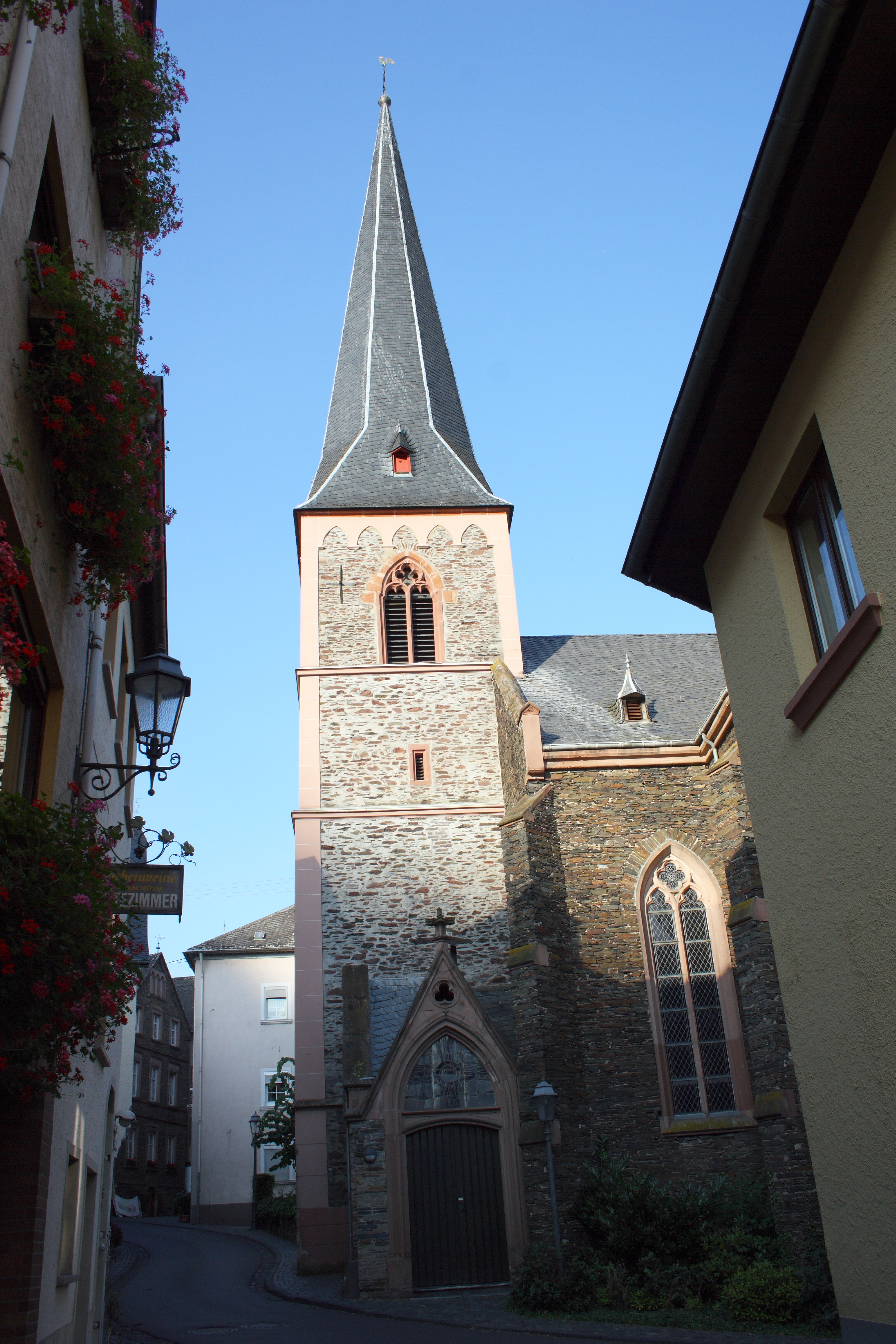
Kerkgebouw